# Chrysacris changbaishanensis
Chrysacris changbaishanensis är en insektsart som beskrevs av Ren, Bingzhong, Fengling Zhang och Yiping Zheng 199. Chrysacris changbaishanensis ingår i släktet Chrysacris och familjen gräshoppor. Inga underarter finns listade i Catalogue of Life.